# Sulz am Neckar
Sulz am Neckar es una ciudad situada al suroeste de Alemania, en el estado federado de Baden-Wurtemberg.

## Datos geográficos
Sulz am Neckar se halla en la comarca de Rottweil por la que fluyen las aguas del río Neckar. Colinda al oeste con la Selva Negra, al este con el Jura de Suabia, al norte con la ciudad de Stuttgart y al sur con el Lago de Constanza.
La ciudad de Sulz tiene nueve pueblos y un núcleo urbano, el cual está dividido en dos distritos municipales. Tiene una superficie total de 87,6 kilómetros cuadrados.

## Aspectos económicos
En lo referente a la actividad económica, Sulz am Neckar cuenta con empresas relacionadas con el sector de oficios, como mecánicos y electricistas; con el sector producción, por ejemplo la agraria y metalúrgica; con el comercio, tales como florerías y tiendas ópticas; y con la prestación de servicios, asesorías fiscales por ejemplo.
En el último año, desafortunadamente, la tasa de desempleo en la región aumentó del 3,1% al 4,1% debido a la crisis. Pero las empresas trabajan para combatirla y ofrecer más empleos.

## Aspectos turísticos
La ciudad de Sulz am Neckar dispone de diversas instituciones culturales y de entretenimiento al servicio de sus visitantes.
Se pueden hacer excursiones, montar en bicicleta por el campo o montar a caballo. 
En los alrededores existen varios campos de golf y minigolf, así como pistas de tenis. Para refrescarse, los visitantes pueden elegir entre ir a darse un baño en el lago o dar un paseo en barco. Incluso existe la oportunidad de remar en canoas por el río.
También se pueden visitar museos, monasterios y un buen número de iglesias, 9 en total. Además hay un castillo construido rodeado de agua llamado Wasserschloss en el que se hacen fiestas, exposiciones y conciertos. También hay ruinas de un castillo antiguo del año 380. 
Para los que quieran conocer la ciudad y sus alrededores, hay visitas programadas en globo aerostático o paseos en carruajes.
Es famosa por su gastronomía, además de por su gran oferta de hoteles, albergues y pensiones que son bastante baratos.

## Datos históricos
Gracias a ciertos hallazgos es posible remontar la historia de la ciudad a los tiempos de los celtas. En el año 74 los romanos construyeron un castillo en la zona oeste. Alrededor de éste empezaron a formar un pueblo del que surgiría la ciudad. Al poco tiempo, llegaron los pueblos germánicos y expulsaron a los romanos.
El nombre de Sulz se dice que proviene de sus fuentes de sal, que marcaron durante siglos la historia de la ciudad, siendo la única fuente en la región. Fue nombrado así por primera vez en el año 790 como villa pública Sulza.
En el siglo XVII se dieron varias guerras, como la guerra civil y la Guerra de los Treinta Años, que pararon el desarrollo económico y atemorizaron a la sociedad. Tras las guerras hubo dos grandes incendios que destruyeron casi toda la ciudad, con excepción de unas pocas casas y la iglesia. Tardaron varios años en reconstruir la ciudad, dándole una nueva planificación.
Poco después, en el año 1803, Sulz am Neckar dejó de ser la primera exportadora de sales del país por la enorme competencia que surgió con otras ciudades. A pesar de los intentos por mejorar los métodos de explotación de la sal y su calidad, no obtuvo más éxito. 
Como recuerdo a la importancia de la sal se construyó la única piscina descubierta de salmuera, que consiste en baños de agua con una alta concentración de sal.